# 梅森維爾 (愛荷華州)
梅森維爾（英語：Masonville）是一個位於美國愛荷華州特拉華縣的城市。

## 地理
梅森維爾的座標為42°28′47″N 91°35′26″W / 42.47972°N 91.59056°W，而該地的平均海拔高度為311米（即1020英尺）。

## 人口
根據2010年美國人口普查的數據，梅森維爾的面積為0.85平方千米，當中陸地面積為0.85平方千米，而水域面積為0.00平方千米。當地共有人口127人，而人口密度為每平方千米149人。